# Leichtathletik-Europameisterschaften 1950/50 km Gehen der Männer

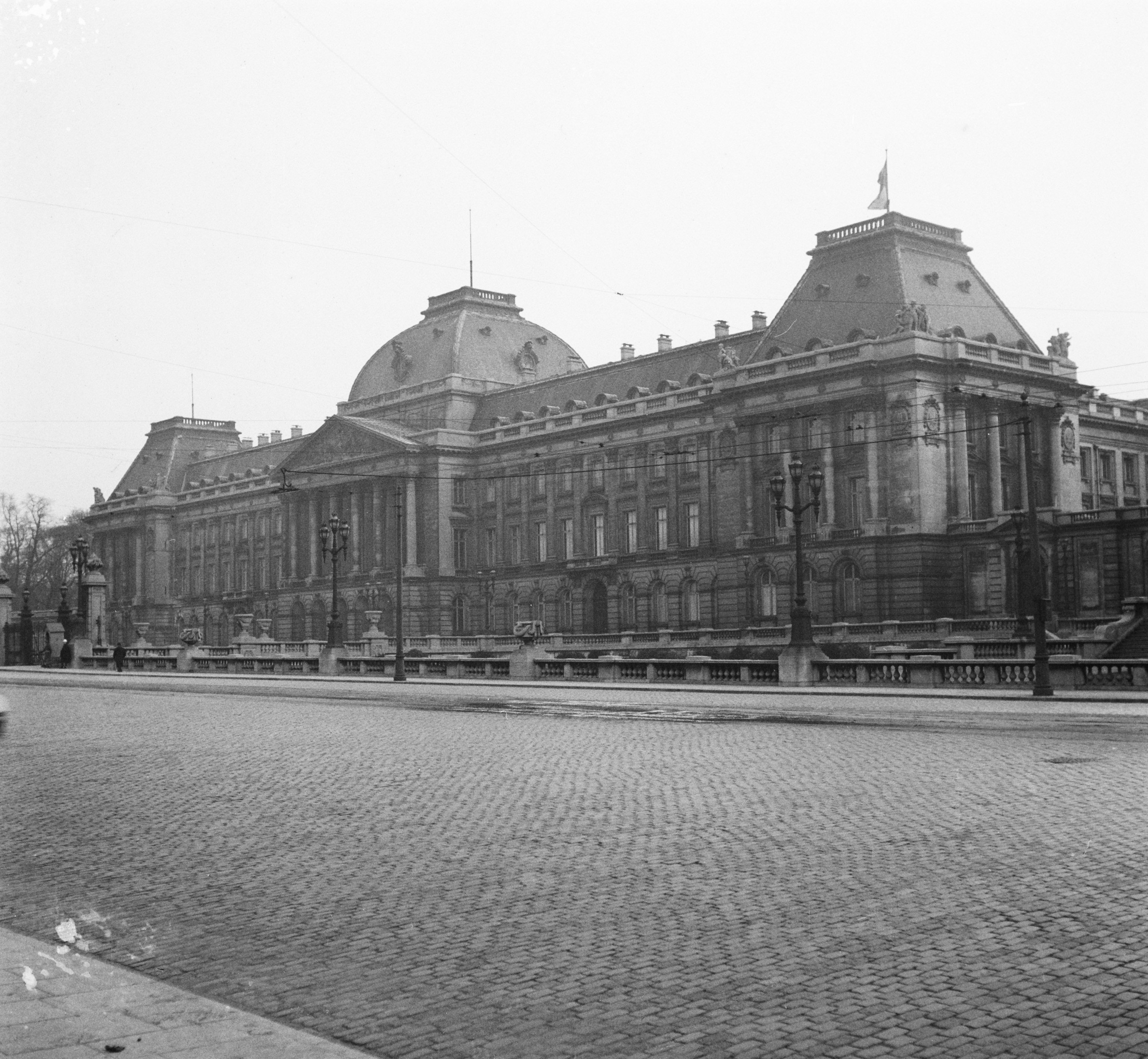
Der Königliche Palast in Brüssel

Das 50-km-Gehen der Männer bei den Leichtathletik-Europameisterschaften 1950 wurde am 25. August 1950 auf den Straßen der belgischen Hauptstadt Brüssel ausgetragen.
Mit Silber und Bronze gab es zwei Medaillen für Schweden. Europameister wurde der Italiener Giuseppe Dordoni. John Ljunggren belegte den zweiten Platz. Bronze ging an Verner Ljunggren.

## Bestehende Rekorde / Bestzeiten
| Weltbestzeit         | 4:23:40 h | Josef Doležal  | Podebrady, Tschechoslowakei | 4. August 1946  |
| Europabestzeit       | 4:23:40 h | Josef Doležal  | Podebrady, Tschechoslowakei | 4. August 1946  |
| Meisterschaftsrekord | 4:38:20 h | John Ljunggren | EM Oslo, Norwegen           | 23. August 1946 |

Anmerkung:

Rekorde wurden damals im Marathonlauf und Straßengehen wegen der unterschiedlichen Streckenbeschaffenheiten mit Ausnahme von Meisterschaftsrekorden nicht geführt.
Der bestehende EM-Rekord wurde bei diesen Europameisterschaften nicht erreicht. Der italienische Europameister Giuseppe Dordoni blieb mit seiner Siegerzeit von 4:40:42 h um 2:22 Minuten über diesem Rekord. Zur Europa-, gleichzeitig Weltbestzeit, fehlten ihm 17:02 Minuten.

## Durchführung
Die siebzehn Teilnehmer traten gemeinsam zum Finale an.

## Finale
24. August 1950, 15.30 Uhr
| Platz | Name              | Nation           | Zeit (h) |
| ----- | ----------------- | ---------------- | -------- |
| 1     | Giuseppe Dordoni  | Italien          | 4:40:42  |
| 2     | John Ljunggren    | Schweden         | 4:43:25  |
| 3     | Verner Ljunggren  | Schweden         | 4:49:28  |
| 4     | Josef Doležal     | Tschechoslowakei | 4:55:49  |
| 5     | John Proctor      | Großbritannien   | 4:58:01  |
| 6     | Alfred Cotton     | Großbritannien   | 5:03:30  |
| 7     | Claude Hubert     | Frankreich       | 5:07:49  |
| 8     | Georges Pouchet   | Frankreich       | 5:12:16  |
| 9     | Salvatore Cascino | Italien          | 5:17:15  |
| 10    | Anton Kluyskens   | Niederlande      | 5:18:31  |
| 11    | Harry Kristensen  | Dänemark         | 5:18:55  |
| 12    | Oddvar Sponberg   | Norwegen         | 5:22:41  |
| 13    | Jules Thibaut     | Belgien          | 5:23:47  |
| 14    | Oddvar Sandvik    | Norwegen         | 5:24:46  |
| 15    | Louis Philippen   | Belgien          | 5:41:15  |
| DSQ   | René Charrière    | Schweiz          |          |
| DSQ   | Louis Marquis     | Schweiz          |          |